# Osiedle Przybyszówka
Osiedle Przybyszówka – osiedle nr XVIII miasta Rzeszowa. Dnia 1 stycznia 2010 r. liczyło 6520 mieszkańców, a według stanu na dzień 14 lutego 2019 r. osiedle zamieszkiwało 10 666 osób. Według stanu na 31 października 2019 r. osiedle liczyło 11 143 mieszkańców. Stanowi rdzenną część dzielnicy Przybyszówka. Osiedle powiększyło się o fragment Przybyszówki przyłączony do miasta dnia 1 stycznia 2007 oraz o ostatni fragment tej dawnej wsi przyłączony do miasta dnia 1 stycznia 2008.